# Ztraceni v čase
Ztraceni v čase je kniha pro děti a mládež napsaná českou autorkou Petrou Braunovou. Knihu poprvé vydalo v roce 2007 nakladatelství Albatros. Příběh vypráví o jedenáctiletém chlapci, který se shodou okolností dostane během bouřky do minulosti.

## Děj
Příběh začíná ve školním prostředí, kdy jedenáctiletý Martin Pokorný dostane na vysvědčení dvojku z chování. Vzápětí se dozvídáme důvod – Martin se rozhodl vynechat jeden den školy a strávit jej místo v lavici u řeky se sáčkem bonbonů.
Místo slibované dovolené u moře tak chlapce čekají prázdniny u prababičky v malé vesničce, což vede k neobvyklému dobrodružství. Prababička Martinovi již po několikáté vypráví příběh o svém bratrovi Aloisovi (Lojzkovi), který zemřel v dětství po zásahu bleskem.
Jednoho dne se Martin vydá na nákup do vedlejší vesnice a na cestě zpět jej zastihne bouřka, při níž se po obloze objeví fialový blesk. Zatímco fialově zbarvená záře po chvíli zmizí, bouře neustává a Martin náhle spatří dosud neznámého chlapce běžícího k vysokému stromu. Vzpomene si na vypravování prababičky Julči a chlapce zastaví právě včas, než do onoho stromu uhodí blesk. Poté již netrvá dlouho, než si Martin začne uvědomovat, že právě zachránil život Lojzkovi, chlapci, který zemřel dávno před tím, než se Martin vůbec narodil. Zmatený chlapec vede Lojzka na hřbitov, aby mu ukázal vlastní hrob, vše je však jiné a dříve časem zašlé prostředí náhle vypadá podezřele nově.
Přes počáteční neshody nakonec Lojzek začne Martinovi pomáhat, nechá jej na půdě jejich domu a nosí mu jídlo. Na půdě se však nemůže schovávat věčně, a tak Martin na Lojzkovu radu zaklepe na dveře svých praprarodičů a žádá je o pomoc coby tulák, setkává se také se svou prababičkou, která je nyní osmiletou copatou dívkou. Julča je dovede ke své staré známé, které se říká Žvanilka, a děti se dozvídají, že i tato dáma, jež je považována za bláznivou, pochází z budoucnosti.
Žvanilka s pomocí dětí dokončí svůj dlouholetý výpočet, díky kterému se nakonec podaří dostat Martina zpět do jeho současnosti - do roku 2007, avšak musí si zvykat na nové změny – prababička i Žvanilka jsou v nové současnosti již po smrti, ovšem „praděda“ Lojzek díky Martinovi žije. A co více, Martin má náhle malou sestru a odjíždí na dovolenou k moři.

## Přijetí a interpretace
Nejen mezi dětmi, ale i v řadách rodičů sklízí kniha převážně pozitivní ohlasy. Jednoduchým způsobem předává čtenářům poměrně komplikované téma, kterým cestování v čase bezpochyby je. 
Recenzentka Irena Prodělalová v recenzi pro stránku Fantasya.cz hodnotí knihu víceméně pozitivně: „Autorka si s knihou opravdu vyhrála a vytvořila svěží, dobře napsaný příběh adresovaný především čtenářům od devíti let. Schází v ní nastínění historického pozadí, tím by ale knížka pozbyla na lehkosti a působila by nevyváženě, protože by tam přibyly popisy navíc a text by zatížily. Jejím účelem je pobavit, přimět mladší děti k tomu, aby četly.“ Recenzentka se zaměřuje na možný vliv knihy na její mladší čtenáře a v recenzi také popisuje charakter hlavních postav a nechybí ani shrnutí několika informací o autorce, kterou popisuje jako úspěšnou: „Nevydařené vysvědčení a za trest celé prázdniny u prababičky. Není to moc lákavá představa. Nebo že by přece? Již druhé vydání knihy Petry Braunové Ztraceni v čase svědčí o jeho oblíbenosti mezi čtenáři.“
Podle diplomové práce Marcely Hrdličkové se v příběhu dá dohledat i hlubší význam, obsahuje ponaučení a vede čtenáře k odpovědnosti za vlastní činy. „Starší děti by měly být připraveny na přímé důsledky vlastních činů v mnohem drsnější podobě, v našem příkladě jednání protagonisty vyústilo v dřívější smrt milované osoby,“ píše studentka ve své práci, v níž můžeme také nalézt stručné shrnutí děje. Tato recenzentka se ohledně knihy zaměřuje převážně na výskyt problematiky volby v dětské literatuře a srovnává dopady činů Martina a Josefínky, protagonistky další knihy určené pro děti a mládež – Putování za nejmocnějším kouzlem od autorky Daniely Krolupperové.